# جان دیسلی
جان دیسلی (انگلیسی: John Disley; ۲۰ نوامبر ۱۹۲۸ – ۸ فوریهٔ ۲۰۱۶) ورزشکار دو و میدانی اهل بریتانیا بود.